# HD168314
HD168314 — хімічно пекулярна зоря спектрального класу
A0 й має видиму зоряну величину в смузі V приблизно 10,6.

## Пекулярний хімічний склад
Зоряна атмосфера HD168314 має підвищений вміст 
Si
.